# 1123-as busz
Az 1123-as jelzésű autóbuszvonal országos autóbuszjárat Budapest és Bácsalmás között, melyet a Volánbusz üzemeltet.

## Története
Az  1110-es autóbuszjárat korábbi, Budapest és Kalocsa között meg nem álló gyorsjáratai 2024. július 1-től  Budapest és Kalocsa között az 51-es főút helyett az M6-os autópályán és a Tomori Pál hídon át közlekednek 1123-as jelzéssel. Ugyanezzel a jelzéssel, ugyanezen útirányon át közlekedik a hetek első munkanapját megelőző nap kivételével napi egy járat Budapestről Bácsalmásra, illetve a hetek első munkanapját megelőző napon napi egy járat Bácsalmásról Budapestre.

## Megállóhelyei
| 0   | Budapest, Népliget autóbusz-állomás végállomás | 13 | 555 1110, 1113, 1566, 1803 1, 1A 83 254E 607, 608, 626, 627, 628, 629, 630, 631, 632, 633, 635, 636, 650, 653, 654, 655, 656, 657, 659, 660, 661, 679, 705 1080, 1081, 1085, 1087, 1090, 1092, 1094, 1110, 1111, 1113, 1115, 1120, 1121, 1125, 1131, 1134, 1136, 1172, 1173, 1174, 1175, 1176, 1177, 1183, 1184, 1185, 1188, 1189, 1190, 1191, 1193, 1194, 1201, 1205, 1212, 1215, 1216, 1229, 1251, 1253, 1254, 1257, 1268 |
| 1   | Budapest, Kelenföldi Erőmű                     | 1  | 33, 33A, 133E 705 1121, 1125, 1131, 1134 |
| 2   | Kalocsa, autóbusz-állomás                      | 13 | 555 1110, 1113, 1566, 1803 5056, 5058, 5218, 5227, 5232, 5243, 5295, 5306, 5310, 5311, 5312, 5314, 5316, 5349, 5353, 5354, 5355, 5359, 5360, 5364, 5365, 5366, 5367, 5368, 5369, 5370, 5371, 5372, 5373, 5375, 5376 |
| 153 | Bátya, autóbusz-váróterem                      | 97 | 1110, 1566 5310, 5311, 5312, 5314, 5353, 5355, 5359 |
| 160 | Fajszi elágazás                                | 89 | 1110, 1566 5310, 5311, 5312, 5314, 5353, 5355, 5359 |
| 166 | Dusnok, autóbusz-váróterem                     | 84 | 1110, 1566 5310, 5311, 5312, 5314, 5353, 5359 |
| 178 | Sükösd, autóbusz-váróterem                     | 72 | 1110, 1524, 1535 5219, 5226, 5310, 5311, 5312, 5314, 5315, 5316 |
| 184 | Érsekcsanád, autóbusz-váróterem                | 66 | 1110, 1524, 1535 5219, 5226, 5310, 5311, 5312, 5314, 5315, 5316 |
| 191 | Bajaszentistván                                | 59 | 1, 2, 5, 7 1110, 1535 5219, 5226, 5310, 5311, 5312, 5314, 5315, 5316 |
| 195 | Baja, autóbusz-állomás                         | 40 | 3, 4 1110, 1486, 1503, 1504, 1506, 1524, 1535, 1577, 1652, 1731 5035, 5042, 5219, 5226, 5289, 5310, 5311, 5312, 5314, 5315, 5316, 5320, 5321, 5323, 5324, 5325, 5326, 5327, 5328, 5329, 5330, 5331, 5332, 5335, 5336, 5337, 5338, 5339, 5410, 5439, 5650 |
| 222 | Csávoly, autóbusz-váróterem                    | 23 | 1504, 1506, 1577, 1652 5035, 5042, 5289, 5320, 5321, 5323, 5324, 5327, 5328 |
| 227 | Felsőszentiván, autóbusz-váróterem             | 18 | 1504, 1506, 1652 5035, 5042, 5289, 5320, 5321, 5323, 5324, 5327, 5328 |
| 238 | Tataháza, autóbusz-váróterem                   | 7  | 1504, 1506, 1652 5035, 5042, 5216, 5289, 5292, 5304, 5320, 5324, 5325, 5327, 5329 |
| 245 | Bácsalmás, autóbusz-állomás végállomás         | 0  | 5042, 5043, 5216, 5287, 5292, 5300, 5304, 5305, 5306, 5325, 5326, 5327, 5329 |